# Lasioglossum hyrkanium
Lasioglossum hyrkanium là một loài Hymenoptera trong họ Halictidae. Loài này được Ebmer mô tả khoa học năm 1978.